# ちゃんみよTV
ちゃんみよTV（チャンミヨティーヴィー、CTV）は、茨城県牛久市を拠点に特定非営利活動法人ちゃんみよTVが運営するインターネットテレビ局。

## 概要
かねてから活発な街づくりに取り組み、牛久駅前で音楽イベント「ウシロック」を開催していた小山仁一郎が、当時「おくのガマガール」のリーダーを務めていた綾部みよに「牛久には地元の情報が少なすぎるから、何か楽しい情報を流せないか」と話を持ちかけたのがきっかけでインターネットテレビ局開設の企画が始まった。地元・牛久市をより多くの人に知ってもらい、牛久市をもっと好きになってもらいたい、という思いから2012年5月に開局した。局名の「ちゃんみよTV」は綾部みよの名前にちなんで付けられた。平日夜に毎日1時間、インターネットテレビにて牛久周辺の情報をリアルタイムに発信している。
- 2017年2月までは、牛久駅西口駅前エスカードプラザ内の特設スタジオを拠点に公開生中継を行っていた[5]。
- 2017年4月にCTVスタジオへ移転し、番組を「夕暮れモーモー」としてリニューアル[6]。
- 2019年5月、開局7周年を記念して24時間放送を行う[7]。
- 2018年4月から元「ノノキス」の川又ちひろがインターネットテレビ局長を務めている[8]。

## 番組

### 配信中の番組

#### 月〜金曜日
- 夕暮れモーモー（2017年4月 - ）

#### 月1回放送
- 『おじさんちょっとお茶飲み話』 - MC：吉野宏、金子敏明 ※第1金曜日
- 『新☆劇団スペースクロラの緞帳は閉まらない』 - MC：劇団スペースクロラ ※第1土曜日
- 『月々かりめろ』 - MC：日々かりめろ ※第2火曜日
- 『えつこ!喋るか食べるかどっちかにしなさい!』 - MC：小村悦子 ※第2水曜日
- 『ひでき、きいてるの?』 - MC：ジェームス英樹、加藤彩 ※第2木曜日
- 『能楽へのいざない』 - MC：山中一馬 ※第2金曜日
- 『ねる前の映画とぼく』 - MC：飯塚貴士 ※第3火曜日
- 『ごじゃっぺラボラトリー』 - MC：イバラキング、綾部みよ ※第3水曜日
- 『合同会社 自己批判商事』 - MC：自己批判ショー ※第4木曜日
- 『放課後の音楽室』 - MC：河野陽介

### 放送終了
- 『ちゃんみよTV』（2012年5月 - 2017年3月） ※『夕暮れモーモー』へリニューアル[9]
- 『UshiCra - Minecraftで牛久市を作ってみた? -』
- 『Enjoy Simple Cooking（仮）』 - MC：ピッピママ